# Верхоценко
Верхоце́нко (рос. Верхоценко, башк. Верхоценко) — присілок у складі Міякинського району Башкортостану, Росія. Входить до складу Великокаркалинської сільської ради.
Населення — 1 особа (2010; 2 в 2002).
Національний склад:
- чуваші — 100%